# Santana do Matos
Santana do Matos este un oraș în Rio Grande do Norte (RN), Brazilia.